# 1699 Honkasalo
1699 Honkasalo eller 1941 QD är en asteroid i huvudbältet som upptäcktes den 26 augusti 1941 av den finske astronomen Yrjö Väisälä vid Storheikkilä observatorium. Den har fått sitt namn efter den finske matematikern Tauno Honkasalo.
Asteroiden har en diameter på ungefär 8 kilometer.